# Авантюрист (роман)
«Авантюрист» — роман Марины и Сергея Дяченко в стиле фэнтези, впервые опубликованный в 2000 году. Вместе с романами «Привратник» (1994), «Шрам» (сокр. 1996, 1997) и «Преемник» (1997) составил тетралогию «Скитальцы».
В 2000 году роман получил премию фестиваля «Звёздный мост».

## Сюжет
Главный герой романа — Ретанаар Рекотарс (Ретано) — представитель благородного рода Рекотарсов, сколачивавший себе состояние, притворявшийся сборщиком налогов; в результате настоящий сборщик, обвинённый в недоимках, повесился на воротах. Судья огласил Приговор Ретанаару: ровно через год он умрёт, но своей смертью, а не насильственной. В романе повествуется об истории последнего года жизни Ретано. Избежать свершения Приговора можно лишь отыскав сильного мага, который избавит Ретано от заклятья. Маг Чонотакс Оро обещает Ретанаару снять заклятье в обмен на услугу, которую должен оказать ему Рекотарс: жениться на Алане Солль, дочери главных героев романов «Шрам» и «Преемник» Эгерта и Тории Соллей, и получить в приданое копию книги «О магах», написанной отцом Тории. Впоследствии выясняется, что Чонотаксу Оро нужна не книга, а возможность впустить в мир устрашающую и гибельную Третью силу, на пути которой стоит сын Тории Луар.
Осознание Ретанааром близости смерти влечёт за собой переосмысление всей жизни героя и осознание её бессмысленности, приводит к желанию изменить себя. Проклятие даёт герою возможность стать человеком чести, рисковать для других людей, найти настоящую любовь.

## Образ Ретанаара Рекотарса
В поведении главного героя присутствуют все стадии принятия смерти: отрицание, гнев, торг, депрессия, собственно принятие. Ретанаар Рекотарс похож на одного из героев романа Ф. Достоевского «Идиот» Ипполита Терентьева — подобно Терентьеву, он завидует окружающим, поскольку они те будут жить завтра и послезавтра. У Ретано возникают цинические мысли, такие как «После меня хоть потоп», ведь он не доживёт до предполагаемого Армагеддона. Тем не менее близость смерти открывает перед Ретано возможность короткой, но полноценной жизни. В конечном счёте Ретано подвергается тому же искушению, которому подвергались главные герои других романов цикла, и вместо предполагаемой награды за разрушение мира выбирает последние оставшиеся ему четыре часа.
И Ретано, и главный герой романа «Шрам» Эгерт Солль обнаруживают, как и Алексей Кириллов, герой «Бесов» Достоевского, что страшна не смерть как таковая, а сам страх перед ней, осознание её неизбежности. Оба они переживают состояние, которое исследователь Р. Красильников, обращаясь к эпизоду повести Л. Толстого «Смерть Ивана Ильича», называет снятием социальной маски: Эгерт Солль из прославленного капитана гвардии становится обычным маленьким человеком, а Рекотарс — представитель очень знатного рода — узнаёт о собственном в действительности не столь уж высоком происхождении. Судьбы обоих героев — иллюстрация идеи о равенстве всех перед смертью. Осознание смерти выводит обоих героев на уровень общечеловеческий — они уже не исполняют навязанные социальные роли и переходят из этапа «общественного» к «индивидуальному» — иными словами, к самосознанию личности.